# Альгид
Альги́д (лат. Algidus mons, итал. Monte Algido) — горы, расположенные к юго-востоку от Рима на северо-восточной оконечности вулканического Альбанского массива, между Тускулом и Велитрами. В древности были покрыты густыми дубовыми лесами. Разделены глубоким перевалом, носящим ныне название Кава д’Альо, на две почти равные части. В южной части расположены горы Монте Артемизио (812 м), Кастель Лариано (891 м) и Монте Пескьо (936 м), в более низкой северной — Монте Саломоно (773 м) близ Рокка-Приора. Через Альгидский перевал проходила Латинская дорога, и в V веке до н. э. он имел важное стратегическое значение в сабелльских войнах, будучи крайним северным форпостом эквов и воротами для вторжений в северный Лаций. В Альгидских горах находилось укрепление эквов Альгид (Algidum), вероятно, у Кастель Лариана, где лежат древние развалины.
В районе Альгидского перевала состоялось несколько полулегендарных сражений:
В 465 до н. э. консулы Фабий Вибулан и Квинкций Капитолин разбили эквов.
В 459 до н. э. консул Фабий Вибулан победил эквов у Альгидской крепости. 
В 458 до н. э. эквы окружили армию консула Луция Минуция. Диктатор Цинциннат нанес им поражение в битве при Альгиде.
В 455 до н. э. эквы напали на земли тускуланцев, консулы Тит Ромилий и Гай Ветурий настигли их у Альгида и разгромили.
В 450 до н. э. эквы вторглись на земли тускуланцев и разбили лагерь у Альгида. Децемвиры послали против них войско под командованием пятерых военачальников, но те потерпели сокрушительное поражение.
В 449 до н. э. консул Луций Валерий Потит разбил эквов у Альгида.
В 431 до н. э. диктатор Авл Постумий Туберт нанес вольскам и эквам крупное поражение в битве при Альгиде.
В 418 до н. э. военные трибуны с консульской властью Луций Сергий Фиденат и Марк Папирий Мугиллан были разбиты эквами и лабиканцами.
На Альгиде находился известный храм Дианы, а также святилище Фортуны. В императорское время в этих горах, славившихся прохладным климатом (algidus — «холодный»), располагались летние виллы римской знати.